# Велта (компания, Россия)
«Велта» — пермская машиностроительная компания.

## История
С 1939 - Государственный завод номер 260, с 1946 по 1956 годы- Молотовский патефонный завод.

14 июня 1939 г. приказом Народного Комиссара Боеприпасов СССР был утвержден Устав «Государственного завода № 260». Эта дата считается официальным днем рождения ОАО «Велта». Предприятие было создано на базе эвакуированного в Пермь Владимирского патефонного завода. В марте 1942 г. была выпущена первая продукция для фронта. С 1946 г — патефонный завод, с 1966 — «Пермский велосипедный завод», с 1977 — «Пермский машиностроительный завод им. Октябрьской революции»

В середине 1960-х гг. предприятие производило механические взрыватели к боеприпасам и минам, в 2000 — также различные электромеханические и неконтактным взрыватели, системы контактных датчиков и предохранительно-исполнительных механизмов.

октябрь 1956 г. Пермскому патефонному заводу (позднее Пермский велосипедный завод, ОАО «Велта») передано с Горьковского завода производство велосипедов, выпущены первые 6688 машин. Завод стал называться велосипедным.

После конверсии стал выпускать велосипеды — знаменитые дорожный велосипед «Урал», складной подростковый «Кама», «Парма», «Велта-спорт», «Велта-турист», «Велта-комфорт». На основе «Велта-спорт» производились велотренажёры.
В 1990 было образовано совместное предприятие «Пермь-авто» («Велта») — промышленная ассоциация «Автокам», и, в свою очередь «Автокам» — FSV International Ltd. С 1990 по 1993 год было произведено до нескольких тысяч автомобилей «Велта Автокам»-2160, 2163, 3101. Главной особенностью автомобилей «Велта Автокам» является стеклопластиковый кузов.
Первая партия была собрана из импортных комплектов автомобиля Rickman Ranger, затем из подходящих деталей отечественных автомобилей ВАЗ 2106, рессоры от ИЖ 2715, оптика передняя от Нивы, задняя от УАЗ, двигатели УЗАМ-3317 и УЗАМ-331, КПП — М412.
Также планировалось производство узлов для Ижевского автозавода.
Осенью 2001 года, из-за накопленных кредиторских задолженностей, на предприятии была введена процедура банкротства, а в 2006 году велозавод был ликвидирован из-за финансовых и имущественных «проблем».
Бывшие сотрудники «Велты» организовали новое велосипедное предприятие — Форвард (Forward).